# Croatia Open Umag 2019
Il Croatia Open Umag 2019, anche conosciuto come Plava Laguna Croatia Open Umag per motivi di sponsorizzazione, è stato un torneo di tennis giocato sulla terra rossa. È stata la 30ª edizione dell'evento che fa parte della categoria ATP Tour 250 nell'ambito dell'ATP World Tour 2019. Si è giocato all'International Tennis Center di Umago, in Croazia, dal 15 al 21 luglio 2019.

## Partecipanti

### Teste di serie
| Nazione    | Giocatore        | Ranking* | Testa di serie |
| ---------- | ---------------- | -------- | -------------- |
| Italia     | Fabio Fognini    | 10       | 1              |
| Croazia    | Borna Ćorić      | 14       | 2              |
| Serbia     | Laslo Djere      | 35       | 3              |
| Serbia     | Dušan Lajović    | 36       | 4              |
| Italia     | Marco Cecchinato | 41       | 5              |
| Serbia     | Filip Krajinović | 52       | 6              |
| Slovacchia | Martin Kližan    | 56       | 7              |
| Argentina  | Leonardo Mayer   | 59       | 8              |

* Ranking al 1º luglio 2019.

### Altri partecipanti
I seguenti giocatori hanno ricevuto una wild card per il tabellone principale:
- Viktor Galović
- Nino Serdarušić
- Jannik Sinner

Il seguente giocatore è entrato in tabellone utilizzando il ranking protetto:
- Cedrik-Marcel Stebe

I seguenti giocatori sono passati dalle qualificazioni:

- Attila Balázs
- Salvatore Caruso
- Peter Torebko
- Marco Trungelliti

### Ritiri
Prima del torneo
- Márton Fucsovics → sostituito da  Facundo Bagnis
- Malek Jaziri → sostituito da  Pedro Sousa
- Guido Pella → sostituito  Stefano Travaglia

Durante il torneo
- Fabio Fognini
- Salvatore Caruso

## Partecipanti al doppio

### Teste di serie
| Nazione     | Giocatore      | Nazione   | Giovatore      | Ranking* | Testa di serie |
| ----------- | -------------- | --------- | -------------- | -------- | -------------- |
| Austria     | Oliver Marach  | Austria   | Jürgen Melzer  | 64       | 1              |
| Paesi Bassi | Robin Haase    | Austria   | Philipp Oswald | 102      | 2              |
| Ucraina     | Denys Molčanov | Slovenia  | Igor Zelenay   | 131      | 3              |
| Argentina   | Leonardo Mayer | Argentina | Andrés Molteni | 141      | 4              |

* Ranking aggiornato al 1º luglio 2019.

### Altri partecipanti
Le seguenti coppie hanno ricevuto una wildcard per il tabellone principale:
- Tomislav Brkić /  Ante Pavić
- Antonio Šančić /  Nino Serdarušić

## Campioni

### Singolare
Dušan Lajović ha sconfitto in finale  Attila Balázs con il punteggio di 7-5, 7-5.
- È il primo titolo in carriera per Lajović.

### Doppio
Robin Haase /  Philipp Oswald hanno sconfitto in finale  Oliver Marach /  Jürgen Melzer con il punteggio di 7-5, 6(2)–7, [14-12].